# Atletiek op de Olympische Zomerspelen 2020 – 4×400 meter gemengd
De 4 × 400 meter voor gemengde teams (2 mannen en 2 vrouwen) op de Olympische Zomerspelen 2020 vond plaats op vrijdag 30 en zaterdag 31 juli 2021 in het  Olympisch Stadion van Tokio. Het was de eerste keer dat dit atletiekonderdeel op het programma stond.

## Records
Voorafgaand aan het toernooi waren dit het wereldrecord en het olympisch record.
| Wereldrecord     | Verenigde Staten Wilbert London Allyson Felix Courtney Okolo Michael Cherry | 3.09,34 | Doha | 29 september 2019 |
| Olympisch record | nieuw onderdeel                                                             |         |      |                   |

## Resultaten

### Series
De drie snelsten van elke serie kwalificeerden zich direct voor de finale (Q). Van de overgebleven landen kwalificeerden de twee tijdsnelsten zich ook voor de finale (q).

#### Serie 1
| Rang | Baan | Land | Atleten                                                                                      | Reactie | Tijd    | Bijz.  |
| ---- | ---- | ---- | -------------------------------------------------------------------------------------------- | ------- | ------- | ------ |
| 1    | 3    | USA  | Elija Godwin, Lynna Irby, Taylor Manson, Bryce Deadmon                                       | 0,182   | 3.11,39 | Q, SB  |
| 2    | 7    | DOM  | Lidio Andrés Feliz, Marileidy Paulino, Anabel Medina, Luguelín Santos                        | 0,253   | 3.12,74 | Q, NR  |
| 3    | 2    | BEL  | Alexander Doom, Imke Vervaet, Camille Laus, Jonathan Borlée                                  | 0,177   | 3.12,75 | Q, NR  |
| 4    | 5    | IRL  | Cillin Greene, Phil Healy, Sophie Becker, Christopher O'Donnell                              | 0,137   | 3.12,88 | q, NR  |
| 5    | 4    | GER  | Marvin Schlegel, Corinna Schwab, Ruth Spelmeyer, Manuel Sanders                              | 0,189   | 3.12,94 | qJ, NR |
| 6    | 6    | ESP  | Samuel García, Laura Bueno, Aauri Bokesa, Bernat Erta                                        | 0,176   | 3.13,29 | NR     |
| 7    | 8    | NGR  | Ifeanyi Emmanuel Ojeli, Imaobong Nse Uko, Samson Oghenewegba Nathaniel, Patience Okon George | 0,196   | 3.13,60 | AR     |

#### Serie 2
| Rang | Baan | Land | Atleten                                                                          | Reactie | Tijd    | Bijz.     |
| ---- | ---- | ---- | -------------------------------------------------------------------------------- | ------- | ------- | --------- |
| 1    | 2    | POL  | Dariusz Kowaluk, Iga Baumgart-Witan, Małgorzata Hołub-Kowalik, Kajetan Duszyński | 0,156   | 3.10,44 | Q, OR, AR |
| 2    | 9    | NED  | Jochem Dobber, Lieke Klaver, Lisanne de Witte, Ramsey Angela                     | 0,178   | 3.10,69 | Q         |
| 3    | 5    | JAM  | Sean Bailey, Junelle Bromfield, Stacey-Ann Williams, Karayme Bartley             | 0,180   | 3.11,76 | Q         |
| 4    | 6    | GBR  | Cameron Chalmers, Zoey Clark, Emily Diamond, Lee Thompson                        | 0,189   | 3.11,95 | q, NR     |
| 5    | 7    | ITA  | Edoardo Scotti, Alice Mangione, Rebecca Borga, Vladimir Aceti                    | 0,184   | 3.13,51 | NR        |
| 6    | 4    | UKR  | Mykyta Barabanov, Kateryna Klymyuk, Alina Lohvynenko, Oleksandr Pohorilko        | 0,157   | 3.14,21 |           |
| 7    | 8    | BRA  | Pedro Burmann, Tiffani Marinho, Tábata de Carvalho, Anderson Henriques           | 0,185   | 3.15,89 | AR        |
| 8    | 3    | IND  | Mohammad Anas Yahiya, Revathi Veeramani, Subha Venkatesan, Arokia Rajiv          | 0,158   | 3.19,93 |           |

### Finale
| Rang   | Baan | Land | Atleten                                                                      | Reactie | Tijd    | Bijz.     |
| ------ | ---- | ---- | ---------------------------------------------------------------------------- | ------- | ------- | --------- |
| Goud   | 5    | POL  | Karol Zalewski, Natalia Kaczmarek, Justyna Święty-Ersetic, Kajetan Duszyński | 0,157   | 3.09,87 | OR, AR    |
| Zilver | 6    | DOM  | Lidio Andrés Feliz, Marileidy Paulino, Anabel Medina, Alexander Ogando       | 0,184   | 3.10,21 | NR        |
| Brons  | 4    | USA  | Trevor Stewart, Kendall Ellis, Kaylin Whitney, Vernon Norwood                | 0,167   | 3.10,22 | SB        |
| 4      | 7    | NED  | Liemarvin Bonevacia, Lieke Klaver, Femke Bol, Ramsey Angela                  | 0,209   | 3.10,36 | NR        |
| 5      | 8    | BEL  | Dylan Borlée, Imke Vervaet, Camille Laus, Kevin Borlée                       | 0,165   | 3.11,51 | NR        |
| 6      | 2    | GBR  | Nicklas Baker, Nicole Yeargin, Emily Diamond, Cameron Chalmers               | 0,169   | 3.12,07 |           |
| 7      | 9    | JAM  | Sean Bailey, Stacey-Ann Williams, Tovea Jenkins, Karayme Bartley             | 0,208   | 3.14,95 |           |
| 8      | 1    | IRL  | Cillin Greene, Phil Healy, Sophie Becker, Christopher O'Donnell              | 0,140   | 3.15,04 |           |
|        | 3    | GER  | Marvin Schlegel, Corinna Schwab, Nadine Gonska, Manuel Sanders               | 0,182   | DQ      | TR 24.6.3 |

2020: Karol Zalewski, Natalia Kaczmarek, Justyna Święty-Ersetic, Kajetan Duszyński · 
2024: Eugene Omalla, Lieke Klaver, Isaya Klein Ikkink, Femke Bol